# Gun Sorling
Gun Marianne Sorling (senare Hansson), född 2 juli 1928 i Malmö, död 1 februari 2002 i Strömstad, var en svensk friidrottare (sprinter). Hon tävlade för klubben Malmö AI.